# Handley Page Hamlet
El Handley Page HP.32 Hamlet fue un transporte monoplano de seis pasajeros británico, diseñado y construido por Handley Page. Sólo fue construido un ejemplar, encargado por el Ministerio del Aire, volando primero con tres motores, que más tarde fueron reemplazados por dos, y luego, de nuevo, por tres.

## Diseño y desarrollo
En 1924, el Ministerio del Aire británico emitió la Especificación 23/24 por un avión comercial chárter para seis/siete pasajeros, trimotor. El diseño de Handley Page para cubrir este requerimiento, el Hamlet, era un monoplano trimotor de ala alta, con tren de aterrizaje convencional y espacio para seis pasajeros. El ala estaba equipada con slots de borde de ataque y flaps para proporcionar buenas prestaciones de aterrizaje. El único Hamlet fue construido en Cricklewood en 1926, y matriculado G-EBNS. Voló por primera vez el 19 de octubre de 1926, propulsado por tres motores radiales Bristol Lucifer IV de tres cilindros y 90 kW (120 hp). El Lucifer dio lugar a vibraciones excesivas, particularmente el motor central, provocando que los instrumentos del piloto no pudieran leerse, y tras un último vuelo con los motores Lucifer el 25 de octubre, fue modificado con un empenaje más pequeño y un timón mayor, y los motores fueron cambiados por dos radiales Armstrong Siddeley Lynx de 187 kW (250 hp), siendo reemplazado el motor de morro por espacio adicional para equipajes, volando así por primera vez el 19 de mayo de 1927. Estas modificaciones eliminaron las vibraciones, pero la versión bimotora estaba falta de potencia. En marzo de 1928, fue remotorizado de nuevo con tres radiales de cinco cilindros Armstrong Siddeley Mongoose de 112 kW (150 hp), aunque voló sólo una vez con esta configuración en su entrega al Royal Aircraft Establishment en Farnborough. El avión fue desguazado en 1929.

## Operadores
Reino Unido
- Real Fuerza Aérea

## Especificaciones (motores Lynx)
Referencia datos: Jackson

### Características generales
- Tripulación: Dos (pilotos)
- Capacidad: Seis pasajeros
- Longitud: 10,6 m (34,8 ft)
- Envergadura: 15,9 m (52 ft)
- Peso vacío: 1408 kg (3103,2 lb)
- Peso cargado: 2268 kg (4998,7 lb)
- Planta motriz: 2× motor radial de siete cilindros refrigerado por aire Armstrong Siddeley Lynx.
  - Potencia: 164 kW (226 HP; 223 CV) cada uno.
- Hélices: Bipala de madera de paso fijo

### Rendimiento
- Velocidad máxima operativa (Vno): 183 km/h (114 MPH; 99 kt)

## Aeronaves relacionadas

### Secuencias de designación
- Secuencia HP._ (interna de Handley Page): ← HP.29 - HP.30 - HP.31 - HP.32 - HP.33 - HP.34 - HP.35 →